# No-go-теорема
No-go-теоремами (англ. no-go theorem) у теоретичній фізиці називають теореми, які стверджують, що певна ситуація фізично неможлива. Зокрема, під цим терміном розуміють деякі результати квантової механіки (на кшталт теореми Белла і теореми Кохена — Шпекера), що обмежують клас допустимих теорій із прихованими змінними, які намагаються пояснити ймовірнісний характер квантової механіки за допомогою певної детерміністської моделі з прихованими станами.

## Приклади
Теорема Вайнберга — Віттена стверджує, що безмасові частинки (складені або елементарні) зі спіном j > 1/2 не можуть нести лоренц-коваріантний струм, у той час, коли безмасові частинок зі спіном j > 1 не можуть мати лоренц-коваріантні енергію-імпульс. Зазвичай цю теорему використовують у тому контексті, що гравітон (j = 2) не може бути складеною частинкою в релятивістській квантовій теорії поля.
У квантовій теорії інформації теорема про заборону комунікації визначає умови, за яких миттєва передача інформації між двома спостерігачами неможлива.
Інші приклади:
- Теорема Коулмана — Мандули[en]
- Теорема Гааґа — Лопушанського — Зоніуса[en]
- Антидинамо-теорема[en] (наприклад, теорема Каулінга)
- Теорема про заборону телепортації[en]
- Теорема про заборону клонування
- Теорема про заборону трансляції[en]
- Теорема про заборону квантового видалення інформації[en]

## Виноски
1. ↑  Bub J. Interpreting the Quantum World. — Cambridge University Press, 1999. — ISBN 978-0-521-65386-2.
2. ↑  Холево А. С. Вероятностные и статистические аспекты квантовой теории. — М. : Наука, 1980. — 320 с.